# Fusil antitanque Tipo 97
El Tipo 97 (九七式自動砲; Kyuunana-shiki jidouhō, en japonés) fue un fusil antitanque japonés adoptado en 1937 y empleado durante la Segunda Guerra Mundial.

## Historia y desarrollo
Preocupado por informes sobre compras de tanques Vickers 6-ton por parte de China, así como la creciente tensión con el Ejército Rojo soviético a lo largo de la frontera manchuriana, el Ejército Imperial Japonés emitió una solicitud para un fusil antitanque en 1935. El Arsenal de Nagoya envió un arma derivada de su ametralladora pesada Tipo 93, mientras que el Arsenal de Kokura envió un nuevo modelo que disparaba el proyectil 20 x 125. La primera serie de pruebas tuvo lugar en marzo de 1936 y no fue satisfactoria, ambas armas siendo devueltas a sus diseñadores para solucionar los problemas hallados durante las pruebas. El Arsenal de Kokura construyó ocho prototipos para la segunda serie de pruebas que se llevaron a cabo en la Escuela de Infantería en 1937, después de las cuales el Ejército Imperial Japonés rechazó el arma del Arsenal de Nagoya. Se identificaron varios problemas que debían solucionarse y se construyó un lote de cincuenta fusiles para pruebas operativas en 1938. Después de otra serie de pruebas en diciembre en las escuelas de infantería y caballería, el arma fue aceptada como fusil antitanque Tipo 97.
El fusil tiene un mecanismo de retroceso retardado accionado por gas, donde su cañón y su cajón de mecanismos también retrocedían para mantener estabilizada el arma. A pesar de los informes que indican que puede disparar en modo automático, le falta un selector para poder disparar en modo semiautomático y automático. El Tipo 97 fue el fusil antitanque más pesado de la Segunda Guerra Mundial, pesando 52 kg cargado y sin el escudo protector, y 68 kg con el escudo protector y cuatro asas de transporte, excediendo por mucho su peso proyectado de 40 kg. Es alimentado mediante un cargador extraíble recto, que se inserta sobre el cajón de mecanismos. Su cadencia es de 12 disparos/minuto. Su longitud total es de 2,09 m, mientras que su cañón, incluyendo el freno de boca, tiene una longitud de 1,06 m.
El Tipo 97 disparaba proyectiles de acero macizo antiblindaje trazadores (AP-T), de alto poder explosivo trazadores y de alto poder explosivo incendiarios. El proyectil antiblindaje trazador inicial era el Tipo 97 y estaba hecho de un acero más blando que el posterior Tipo 100. Los proyectiles antiblindaje trazadores de 162 g tenían una velocidad e boca de 790 m/s. Según una tabla de municiones japonesa capturada, el proyectil Tipo 97 podía perforar 30 mm de blindaje a 90° a una distancia de 250 m. La misma tabla le atribuía poder perforar 9 mm de blindaje a 2.000 m.
La producción del Tipo 97 empezó en 1939 en el Arsenal de Kokura, con los primeros 950 produciéndose durante 1941. Su producción cesó ese mismo año, aunque 100 fusiles adicionles fueron construidos por las "Acerías Japonesas" en la primera mitad de 1943. Incluyendo los prototipos, se produjo un total de 1.108 fusiles antitanque. Este fusil antitanque costaba ¥6.400, cuando en aquel entonces un fusil de cerrojo costaba ¥77. Desde 1940, el ánima de sus cañones fue cromada para incrementar su vida útil.

## Historial de combate
El Tipo 97 fue asignado a los batallones de infantería, usualmente como un pelotón antitanque en cada compañía. Cada pelotón tenía dos secciones de 11 hombres, cada una equipada con un Tipo 97. Además del líder de sección, cuatro hombres estaban asignados a transportar el fusil antitanque, cuatro acarreaban su munición y dos caballerizos se encargaban de los nueve caballos nominalmente asignados a la sección. Para recorrer grandes distancias, el Tipo 97 se desmontaba en tres partes para poder ser transportado a lomo de caballo.
El fusil antitanque entró en combate contra los tanques BT-5/7 del Ejército Rojo en la Batalla de Jaljin Gol (Nomonhan) en 1939. El Tipo 97 no fue ampliamente desplegado en China sino hasta el año siguiente, cuando fue principalmente empleado como arma de apoyo a la infantería. Como muestra de este cambio de papel, la mayoría de la munición producida entre 1941 y 1942 es de alto poder explosivo, no antiblindaje. El fusil no fue ampliamente desplegado en el suroeste del Pacífico durante la Segunda Guerra Mundial, aunque fue empleado por los paracaidistas Teishin Shudan del Servicio Aéreo del Ejército Imperial Japonés. El proyectil de 20 mm del Tipo 97 ya no fue eficaz contra el blindaje de los tanques producidos después de 1942. Los cañones automáticos Ho-1 y Ho-3 fueron desarrollados a partir del Tipo 97 para su empleo a bordo de aviones.